# Bermuda International 1965
Die Bermuda International 1965 fanden in Hamilton statt. Es war die zweite Austragung dieser internationalen Titelkämpfe der Bermudas im Badminton.

## Titelträger
| Disziplin    | Sieger                                |
| ------------ | ------------------------------------- |
| Herreneinzel | Pierce Roberts                        |
| Dameneinzel  | Elizabeth Crayton                     |
| Herrendoppel | Pierce Roberts Charles Leather        |
| Damendoppel  | Elizabeth Crayton Caroline Richardson |
| Mixed        | Pierce Roberts Moira MacDonald        |